# ایگا-ریو
ایگا-ریو (به ژاپنی: 伊賀流 Iga-ryū) یکی از دو شاخه مشهور نینجا در ژاپن است. شاخه مشهور دیگر نینجا کوگا-ریو نامیده می‌شود. ایگا-ریو در ولایت ایگا (امروزی  ایگا، میه در استان میه نشات گرفته‌است.